# Fairfield County International 1975
Il Fairfield County International 1975 è stato un torneo di tennis giocato sul sintetico indoor. È stata la 1ª edizione del Fairfield County International, che fa parte del Commercial Union Assurance Grand Prix 1975. Si è giocato a Ridgefield negli USA, dal 24 febbraio al 2 marzo 1975.

## Campioni

### Singolare
Roger Taylor ha battuto in finale  Sandy Mayer con il punteggio di 7–5 5–7 7–6

### Doppio
Juan Gisbert /  Clark Graebner hanno battuto in finale  Sandy Mayer /  Ion Țiriac con il punteggio di 6–4 6–4